# Cyborg Justice
Cyborg Justice è un videogioco del genere picchiaduro a scorrimento sviluppato da Novotrade e pubblicato nel 1993 da SEGA per Sega Mega Drive.

## Modalità di gioco
Beat 'em up 2D in stile Double Dragon, Cyborg Justice presenta una modalità a due giocatori.